# Ana J. Bridges
Ana Julia Bridges  est professeure adjointe au département de sciences psychologiques de l'Université de l'Arkansas  et l'une des rédactrices en chef de la revue Sexualization, Media, and Society.

## Formation
Bridges a obtenu son doctorat en psychologie clinique de l'Université de Rhode Island en 2007.

### Livres
- Ana J. Bridges, Romantic couples and partner use of sexually explicit material: the mediating role of cognitions for dyadic and sexual satisfaction (thèse), University of Rhode Island, 2007 (OCLC 247499203)